# Leiotoma viridescens
Leiotoma viridescens là một loài bọ cánh cứng trong họ Cerambycidae.